# Ronaldo Luis Nazário de Lima
|  | «Ronaldo» redirigeix aquí. Vegeu-ne altres significats a «Ronaldo (desambiguació)». |

Ronaldo Luis Nazário de Lima   (Itaguaí, 22 de setembre de 1976) és un exfutbolista i empresari hispanobrasiler. Entre altres clubs, destacà al FC Barcelona, a l'Inter de Milà i al Reial Madrid, a més de fer-ho amb la seva selecció, amb la qual va guanyar dues Copes del Món. Ronaldo és un dels futbolistes més importants de la història i el millor davanter de la seva generació.

## Carrera esportiva
Ronaldo va començar a destacar als 16 anys amb la selecció brasilera sub-17 on va marcar 59 gols en 57 partits. La seva carrera als clubs professionals va començar al Cruzeiro brasiler. L'estiu de 1994 va ser convocat per a la seva primera Copa del Món, proclamant-se campió. Emperò, Romário i Bebeto van ser els titulars indiscutibles a la davantera canarinha i el jove futbolista no va arribar a disputar cap minut en aquell torneig.
Un cop va acabar la copa, el davanter va aterrar a Europa gràcies al PSV Eindhoven, on es va convertir en màxim golejador del campionat neerlandès. Això va fer que el FC Barcelona s'hi fixés i, dos anys més tard del seu debut europeu, el va fitxar per una xifra rècord en aquell moment, 2.500 milions de pessetes (uns 15 milions d'euros). Al club blaugrana es va proclamar Pitxitxi de la Lliga amb 34 gols en 37 partits i va deixar jugades espectaculars com el cèlebre gol a la SD Compostela. Fou titular a l'equip que va guanyar la Final de la Recopa d'Europa de futbol de 1997 contra el Paris Saint Germain.
Així, Ronaldo es va convertir en l'ídol de l'afició culer però, a causa d'uns problemes amb la seva renovació de contracte, Ronaldo va decidir canviar d'aires i va fitxar per l'Inter de Milà.

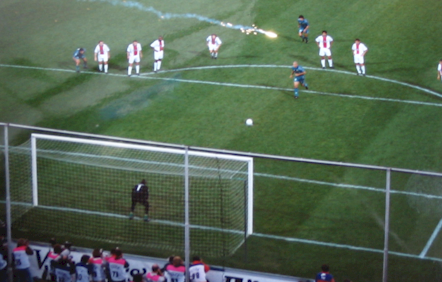
Ronaldo marca de penal a la final de la Recopa d'Europa de l'any 1997 i dona la victòria al FC Barcelona enfront del PSG.

Ronaldo va començar bé la seva etapa a Itàlia. La FIFA el va reconèixer dues vegades (1996 i 1997) amb el FIFA World Player. En el 1997 va proclamar-se Bota d'or i va ser guardonat amb la Pilota d'Or. Nogensmenys, a partir del 1998 el brasiler va començar un calvari que va durar més de dos anys en el qual va passar per una estranya depressió abans de la final del Mundial de França '98 i que va seguir amb diverses lesions greus de genoll.
Entre 1997 i 1999 va guanyar tres títols amb la selecció nacional, una Copa Confederacions i dues Copes Amèrica. Abans, el 1996, havia format part de l'equip olímpic brasiler que es va fer amb el bronze a Atlanta.
L'any 2001 la seva carrera començà a revifar i el futbolista va tornar a l'elit del futbol. L'estiu de 2002 es va celebrar el Mundial de Corea i Japó i Ronaldo va portar la seva selecció a proclamar-se vencedora, guanyant novament el FIFA World Player i la Pilota d'Or d'aquell any. Després de la cita mundialista, va tornar a canviar d'aires i va abandonar l'Inter, sobretot per culpa de la seva mala relació amb el llavors tècnic neroazzurro, l'argentí Héctor Cúper. Aquest cop va fitxar pel Reial Madrid, malgrat els rumors que apuntaven que podia retornar al FC Barcelona. Al club blanc, Ronaldo demostrà que seguia sent un dels jugadors més decisius del món futbolístic malgrat que el seu estil de joc havia canviat respecte als primers anys de la seva carrera.
Durant el Mundial d'Alemanya 2006 Ronaldo va marcar 3 gols i va convertir-se en el màxim golejador històric d'aquesta competició amb 15 dianes, una més que Gerd Müller. Va perdre aquesta condició el 8 de juliol del 2014, quan Miroslav Klose va marcar contra el Brasil en una semifinal. En total, Ronaldo disputà 4 Mundials consecutius, entre 1994 i 2006.
A finals de gener de 2007, Ronaldo fitxa per l'AC Milan, després d'una polèmica relació amb l'entrenador italià Fabio Capello, que l'acusava d'estar massa gras i que va decidir no comptar més amb ell. El 13 de febrer del 2008 tornà a lesionar-se de gravetat, trencant-se el tendó rotulià del genoll esquerre. A causa de la lesió, el club milanès no li renovà el contracte que s'acabava el juny del mateix any, tot i deixar oberta la possibilitat de negociar amb ell un cop s'hagués recuperat.
Després de deixar Itàlia, el jugador va marxar al seu país per encarar la part final de la recuperació. Tot i entrenar-se a les instal·lacions del Flamengo, el club rubonegro no va arribar a oferir-li un contracte i el futbolista va decidir acceptar la oferta del Corinthians, després que l'equip aconseguís l'ascens a la primera divisió brasilera. El fitxatge es va oficialitzar el desembre de 2008. Amb el club paulista va disputar dues temporades, anant de més a menys. El 14 de febrer de 2011 va anunciar la seva retirada del futbol professional a causa de les seves lesions. Durant la conferència de premsa, va revelar que patia d'hipotiroïdisme des de 2007, motiu pel qual tenia grans dificultats per mantenir-se en un pes òptim per a la pràctica professional del futbol.

## Vida als despatxos
Ja retirat, el 2018 Ronaldo va esdevenir màxim accionista i president del Reial Valladolid. També és soci majoritari del Cruzeiro, equip amb el qual va debutar com a professional.

## Palmarès

### Selecció Brasilera
- 2 Copes del Món (1994 i 2002)
- 2 Copes d'Amèrica (1997 i 1999)
- 1 Copa de Confederacions (1997)
- 1 Bronze olímpic (Atlanta 96)

### Clubs
Cruzeiro
- 1 Copa brasilera (1993)
- 1 Campionat mineiro (1994)

PSV Eindhoven
- 1 Copa dels Països Baixos (1996)

FC Barcelona
- 1 Supercopa d'Espanya (1996)
- 1 Copa del Rei (1997)
- 1 Recopa d'Europa (1997)

Inter de Milà
- 1 Copa de la UEFA (1998)

Real Madrid
- 1 Copa Intercontinental (2002)
- 2 Lligues espanyoles (2003, 2007)
- 1 Supercopa d'Espanya (2003)

Corinthians
- 1 Campionat paulista (2009)
- 1 Copa brasilera (2009)

### Individual
- 3 FIFA World Player (1996, 1997 i 2002)
- 2 Pilota d'Or (1997 i 2002)
- 1 Bota d'Or (1997)
- 2 Trofeu Bravo (1997 i 1998)
- 2 Onze d'Or (1997 i 2002)
- 2 vegades màxim golejador de l'Eredivisie (1995 i 1996)
- 2 Trofeu Pitxitxi (1997 i 2004)
- 1 vegada màxim golejador de la Copa de la UEFA (1998)
- 1 vegada màxim golejador de la Serie A (1998)
- 1 Pilota d'or del Mundial (1998)
- 1 Bota d'or del Mundial (2002)